# Rue Champollion
La rue Champollion est une voie du 5e arrondissement de Paris située dans le quartier de la Sorbonne. 

## Situation et accès
Elle est particulièrement connue pour abriter trois salles de cinéma d'art et essai : le Champollion et la Filmothèque du quartier latin.
La rue Champollion est accessible par la ligne de métro 10 à la station Cluny – La Sorbonne.

## Origine du nom
La rue tient son nom du célèbre égyptologue Jean-François Champollion (1790-1832).

## Historique
L'emplacement de la rue était inclus dans l'espace des thermes de Cluny au IIe siècle du temps de Lutèce. La rue est ouverte au début du XIIIe siècle et prend les noms successifs de vicus Coementariorium, vicus Lathomorum, de « rue Le Masson », puis « rue des Étuves » et enfin « rue des Maçons-Sorbonne ». Avec la construction de la Sorbonne, une partie de la rue est amputée pour créer la place de la Sorbonne. 
Elle est citée sous le nom de « rue des Massons » dans un manuscrit de 1636.
La rue prend son nom actuel en 1867.
À l'extrémité sud de la rue, à l'angle avec la place de la Sorbonne, se trouvait le restaurant Flicoteaux, fréquenté par les étudiants et artistes du quartier, et dont Adolphe Thiers, Alfred de Musset étaient des habitués. Honoré de Balzac en fait la description dans le roman Illusions perdues. L'établissement fut remplacé ensuite par le Café d'Harcourt.
Avant la Première Guerre mondiale, la rue est réputée pour ses cabarets, où s'illustrèrent Marcel Legay et Fernand Hyspa. Avec l'émergence du cinéma, les scènes laissèrent la place aux écrans et la rue est, aujourd'hui encore, l'une des plus importantes de Paris par sa concentration de salles de cinéma d'art et essai avec dix salles réparties entre trois exploitants.

## Bâtiments remarquables et lieux de mémoire
- Les cinémas :
  - No 1 : Le Champo (techniquement l'entrée est au 51, rue des Écoles), créé en 1934, qui est classé aux monuments historiques depuis 2000[4] ;
  - Nos 3-5-7 : le Reflet Médicis. En 1833 se trouvait au 3, rue des Maçons-Sorbonne la boutique de Bohaire qui vendait Les Nouvelles Archives statistiques, historiques et littéraires du département du Rhône ;
  - No 9 : Le Quartier Latin.
- Les immeubles du no 13[5], no 15[6], no 17[7] datant de 1666 sont également classés aux monuments historiques.
- Îlot Champollion, bâtiment de la Sorbonne, au no 15[8].
- No 16 : Jean Racine y habita[3].
- No 24 : Jacques-Antoine Dulaure y vécut[3].

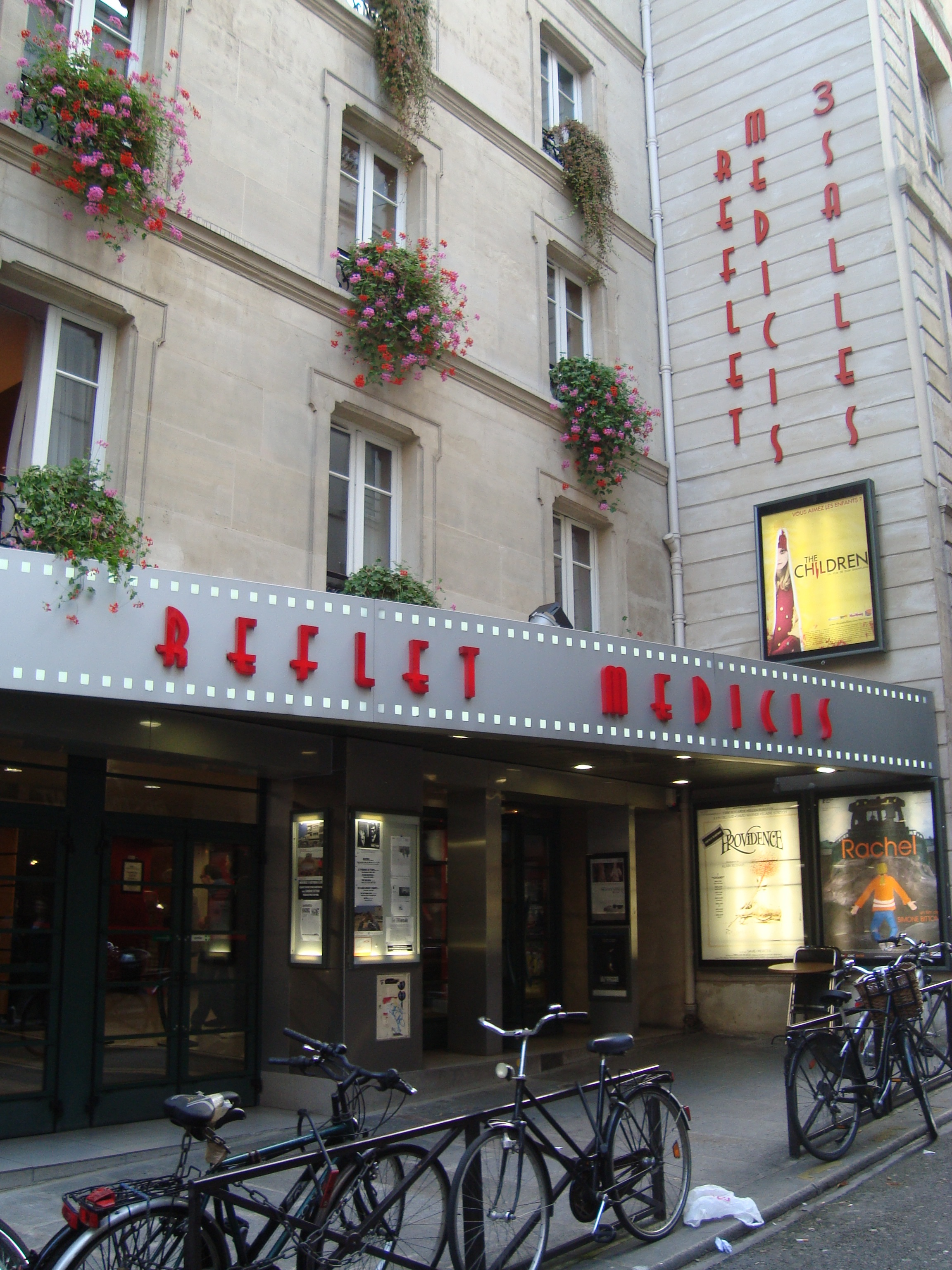
Le "Reflet Médicis".
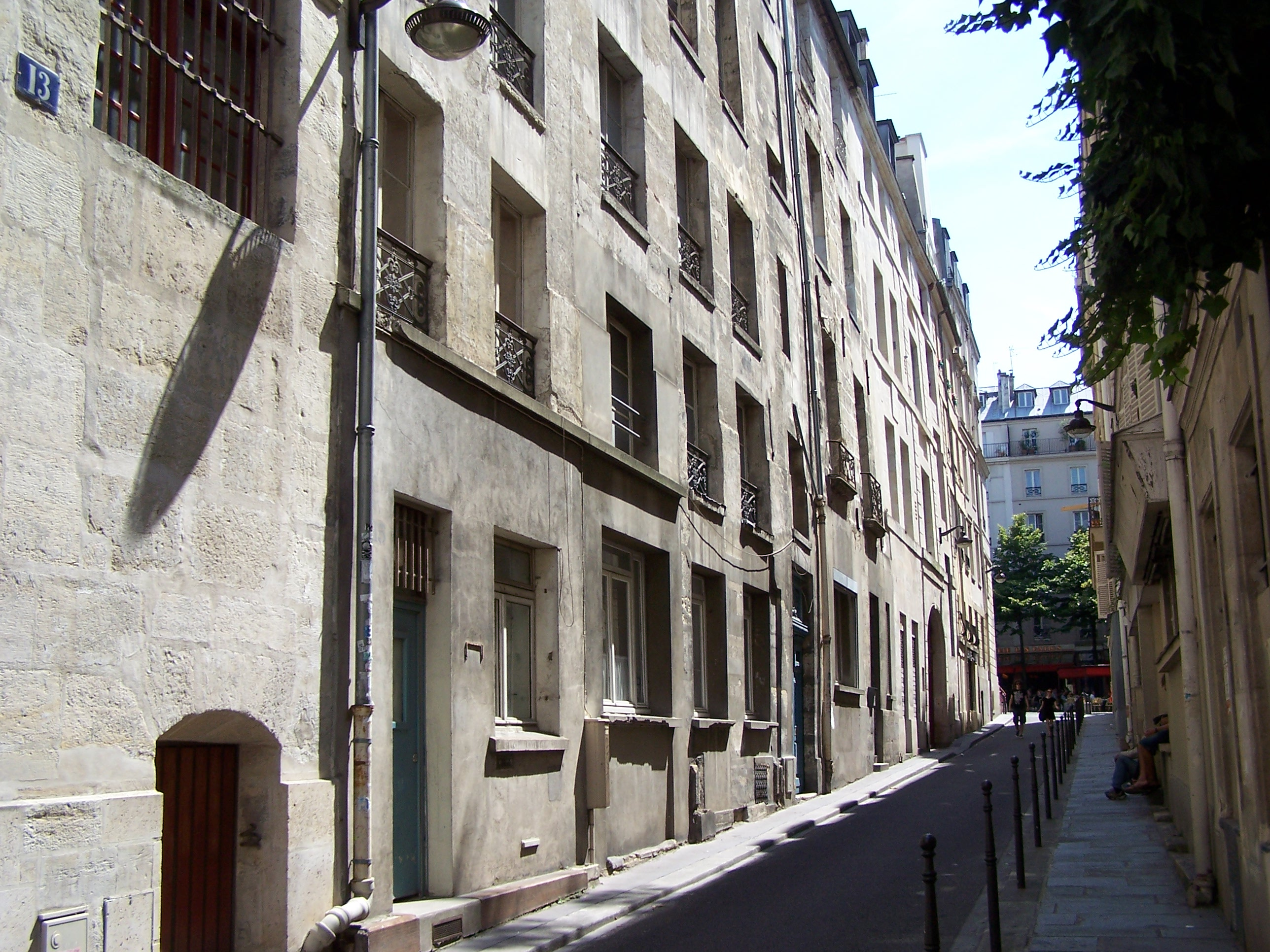
N° 13, 15 et 17.
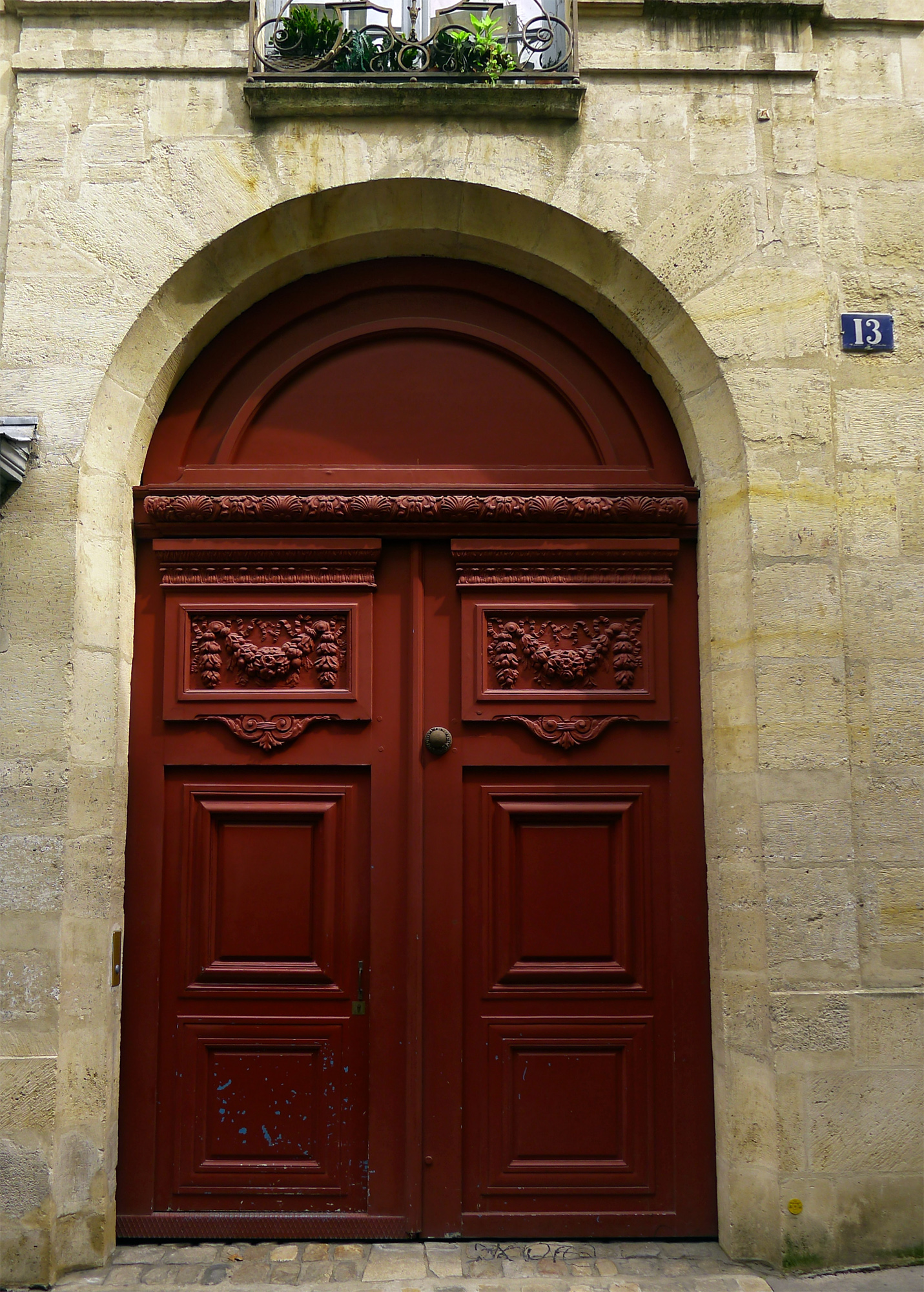
N° 13.
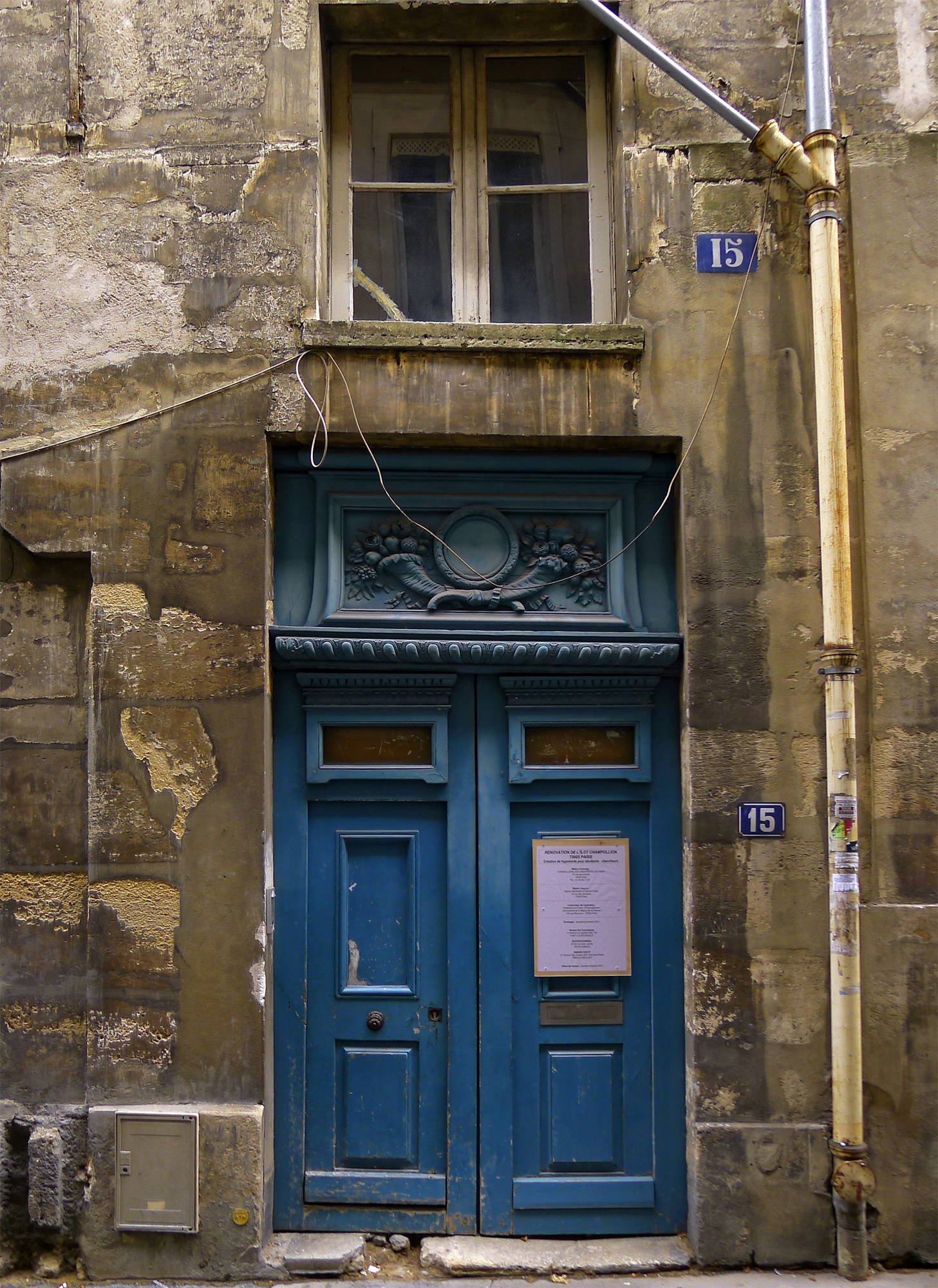
N° 15.